# Collège international des Marcellines
Pour les articles homonymes, voir Marceline et CIM.
Le Collège international des Marcellines (CIM) est un établissement d'enseignement collégial privé de Montréal. Le Collège fait partie de l’Institut international des Sœurs de Sainte-Marcelline, implanté au Québec depuis 1959. D’origine milanaise (Italie, 1838), l’Institut gère des établissements d’enseignement de différents niveaux partout dans le monde (Québec, Albanie, Angleterre, France, Italie, Suisse, Brésil, États-Unis, Mexique etc.) totalisant plus 2 500 étudiants. Au Canada, l’institut compte trois établissements d’éducation, tous situés dans la région montréalaise : le Collège Sainte-Marcelline de Saraguay, qui accueille environ 1 000 élèves du préscolaire au secondaire, la Villa Sainte-Marcelline, qui accueille environ 450 élèves du préscolaire au secondaire, et, depuis 1991, le Collège international des Marcellines, d’abord connu sous le nom de Collège dans la Cité, qui accueille chaque année environ 100 élèves de niveau collégial.  

## Historique
Il a été fondé en 1991 sous le nom de Collège dans la Cité. 

## Programmes d'étude
Préuniversitaires :
- Sciences de la nature (200.B0)
- Sciences humaines (300.A0)
- Arts et lettres (500.A1)
- Double DEC trilingue - Sciences de la nature (200.12 et 200.16)
  - Le CIM est le seul collège privé du Québec à offrir ce programme[4],[5].
- Double DEC trilingue - Sciences humaines (300.16)
- Tremplin DEC

### Étudiants sans frontières
Au cours de leur première année d’études collégiales, tous les étudiants du CIM participent activement à l’organisation du projet Étudiants sans frontières (ESF).

Les pays étudiés :
- Russie
- Chine
- Jordanie
- Italie
- Belgique
- France
- Espagne
- Maroc
- Sénégal
- Brésil en 2000 et 2001
- Costa Rica
- Nicaragua
- Mexique
- Argentine en 2010[6],[7],[8]

## Affiliations
- Réseau des cégeps
- Institut international Marcelline
- ASSOCIATION DES COLLÈGES PRIVÉS DU QUÉBEC (ACPQ)